# Sulfur de coure
Els sulfurs de coure són una família de composts químics i minerals amb fórmula química CuxSy.
Entre els sulfurs de coure minerals s'inclouen la calcocita (sulfur de coure (I), Cu₂S) i la covel·lita (sulfur de coure (II), CuS). A la indústria minera també hom refereix als minerals de bornita (Cu₅FeS₄) i calcopirita (CuFeS₂) com a "sulfurs de coure" tot i tractar-se d'una barreja de coure i ferro.

## Sulfurs de coure coneguts
Els compostos binaris minerals naturals de coure i sofre s'enumeren a continuació. Les investigacions de la covel·lita (CuS) indiquen que hi ha altres fases Cu-S metaestables encara per caracteritzar completament.
- CuS₂, villamaninita[2] o (Cu,Ni,Co,Fe)S
2[3]
- CuS, covel·lita,[2] monosulfur de coure
- Cu9S8 (Cu1.12S), yarrowita[4]
- Cu39S28 (Cu1.39S) spionkopita[4]
- Cu8S5 (Cu1.6S), geerita[5]
- Cu7S4 (Cu1.75S), anilita[2]
- Cu9S5 (Cu1.8S), digenita[2]
- Cu58S32 (Cu1.8S), roxbyita[6]
- Cu31S16 (Cu1.96S), djurleita[2]
- Cu₂S, calcocita[2]

## Refefrències
1. ↑  Whiteside, L.S; Goble, R.J «Structural and compositional changes in copper sulfide during leaching and dissolution». The Canadian Mineralogist, 24, 2, 1986, pàg. 247-258.
2. 1 2 3 4 5 6  Wells A.F. (1984) Structural Inorganic Chemistry 5th edition Oxford Science Publications ISBN 0-19-855370-6
3. ↑  [enllaç sense format] http://rruff.geo.arizona.edu/doclib/hom/villamaninite.pdf Handbook of Mineralogy
4. 1 2  sulfurs de coure d'Alberta; yarrowita Cu9S8 i spionkopite Cu39S28 R. J. Goble, The Canadian Mineralogist; (1980); 18; 4; 511-518
5. ↑  Goble, R.J.; Robinson, G. «Geerite, Cu1.60S, a new copper sulfide from Dekalb Township, New York». The Canadian Mineralogist, 18, 4, 1980, pàg. 519-523.
6. ↑  Mumme, W. G.; Gable, R. W.; Petricek, V. «The Crystal Structure of Roxybyite, Cu58S32». The Canadian Mineralogist. Mineralogical Association of Canada, 50, 2, 01-04-2012, pàg. 423–430. DOI: 10.3749/canmin.50.2.423. ISSN: 0008-4476.